# Paracondyloides flavofasciatus
Paracondyloides flavofasciatus – gatunek chrząszcza z rodziny kózkowatych i podrodziny zgrzypikowych. Jedyny przedstawiciel rodzaju Paracondyloides.

## Zasięg występowania
Gatunek ten występuje na Nowej Kaledonii.